# Gomphrena perennis
Gomphrena perennis  es el amaranto perenne, siempreviva, siemprevive, sempiterna , flor de Santa Lucía, ocucha, pluma, malva blanca, violetilla, violeta silvestre, flor de la oración, amor seco (en la Península de Yucatán).

## Descripción
Es una planta perenne, erguida, que llega a 12 dm de altura. raíz leñosa semienterrada: el xilopodio, con yemas rebrotadoras. Tallos engrosados, cilíndricos, estriados pubescentes. Hojas lanceoladas, opuestas, pequeño pecíolo, con pubescencia en el envés. Inflorescencias simples, globosas, con flores pequeñas, de color magenta, y los cultivares: púrpura, rojo, blanco, rosa, lila. El fruto es un utrículo de 5 mm de diámetro.
Vegeta entre primavera, verano y principios de otoño. En muchos lugares de agricultura sin disturbar (labranza cero se presenta como una maleza más. Sus plantas invasoras durante el cultivo de verano, presentan fuertes tallos leñosos con una altura promedio de 1 m, interfiriendo en la cosecha. Tolera bien el calor y el estrés hídrico.

## Uso en el Hanal Pixán
Esta planta es muy utilizada para decorar con su flor en la fiesta tradicional de la Península de Yucatán, llamada Hanal Pixán.

## Uso medicinal
Fitoquímicamente se ha reportado la presencia de 20-hidroxiecdisona, protoalcaloides betaína y colina. Farmacológicamente se ha estudiado sus propiedades anticancerígenas, actividad citotóxica y antimicrobiana, así como un efecto inhibitorio moderado del extracto metanólico y su fracción butánolica sobre la actividad de la 5-lipoxigenasa.
Tradicionalmente, la flor de siemprevive tiene propiedades medicinales para la hipertensión, así como el reumatismo, enfermedades del riñón, afecciones de la piel y otras.

## Nombres científicosantiguos
- Gomphrena perennis genuina
- Gomphrena perennis nitida
- Gomphrena silenoides
- Gomphrena suffruticosa
- Gomphrena villosa
- Xeraea perennis
- Xeraea villosa

## Resistencia al herbicida sistémico glifosato
Resiste fácilmente las dosis habituales de glifosato, de 3 L/ha de producto comercial al 48 % de p.a.: su efectividad es del 50 % de contro. Solo con 10 L/ha puede controlar el 85 %.Además durante el estado reproductivo se hace mucho más resistente, y solo se consigue un 20 % de control con la dosis de 3 L, y con 10 L el 75 %.
Es nativa de Brasil, Guatemala, Panamá, Paraguay.